# Czwarcina
Czwarcina – rodzaj ograniczenia praw kobiet w dziedziczeniu dóbr nieruchomych.
Dobra ojczyste dziedziczyli synowie w 3/4, a córki w 1/4 całości dóbr. Córki miały jednak zapewnioną swoją część nawet wtedy, gdy ich bracia utracili przed podziałem cały majątek. Pod wpływem prawa węgierskiego w XVII wieku prawo to przyjęło się w Rzeczypospolitej szlacheckiej.